# Love Letter (Spiel)
Love Letter ist ein Kartenspiel des japanischen Spieleautors Seiji Kanai. Es erschien erstmals im Frühjahr 2012 in Japan in einer Kleinauflage bei Kanai Factory und Japon Brand, bevor der kanadische Spieleverlag Alderac Entertainment Group auf das Spiel aufmerksam wurde und im Herbst 2012 eine für den englischen Sprachraum überarbeitete Ausgabe als Teil seiner Tempest-Spielreihe herausbrachte. Im September 2013 veröffentlichte Pegasus Spiele das Spiel in deutscher Sprache.
Love Letter wurde unter anderem in die Empfehlungsliste zum „Spiel des Jahres“ 2014 aufgenommen und gewann den 4. Platz beim „Deutschen Spiele Preis 2014“, ferner erreichte es beim „À-la-carte-Kartenspielpreis 2013“ den 3. Platz (AEG Edition) sowie im Folgejahr nochmals den 2. Platz (Pegasus Edition).

## Spielidee und Material
Love Letter ist ein Kartenspiel mit Deduktions- und Bluffelementen, bei dem die Spieler das Herz einer Prinzessin zu gewinnen versuchen, indem sie ihr Liebesbriefe senden. Dies geschieht über verschiedene Personen am königlichen Hof, wobei höhergestellte Personen bessere Chancen haben, einen solchen Liebesbrief weiterzuleiten. Es gewinnt, wer es schafft, eine bestimmte Anzahl an Liebesbriefen überbringen zu lassen.
- 16 Personenkarten
- 12 rote Spielmarker („Zeichen der Zuneigung“)
- 4 Übersichtskarten

## Spielablauf
Das Spiel wird über mehrere Runden gespielt. Zu Beginn jeder Runde werden die 16 Personenkarten verdeckt gemischt und als Stapel in die Mitte gelegt. Jeder Spieler erhält eine Karte, die er vor den Mitspielern geheim hält. Auch während des weiteren Spielverlaufs halten die Spieler stets nur eine Karte auf der Hand – die Person, die den Liebesbrief momentan bei sich trägt. 
Es wird reihum gespielt. Ist ein Spieler am Zug, zieht er eine weitere Karte verdeckt vom Stapel nach und wählt dann eine der beiden Karten aus, die er wieder abwerfen möchte. Jede Karte zeigt eine von insgesamt acht Personen am Hof, ihre Stellung in Form eines Kartenwerts (1–8) sowie einen besonderen Effekt, der in Kraft tritt, wenn die Karte abgeworfen wird:
1. Die Wächterin (5×, Wert 1) erlaubt beim Abwerfen das Erraten der Handkarte eines Mitspielers. Liegt der ratende Spieler richtig, scheidet der entsprechende Mitspieler aus, ansonsten geschieht nichts.
2. Der Priester (2×, Wert 2) ermöglicht es, die Handkarte eines Mitspielers anzusehen.
3. Der Baron (2×, Wert 3) löst den Vergleich der eigenen Handkarte mit der eines Mitspielers aus. Der Spieler mit der niedrigeren Karte scheidet aus.
4. Die Zofe (2×, Wert 4) schützt den Spieler nach dem Abwerfen eine Runde lang vor den Effekten abgeworfener Karten der Mitspieler.
5. Der Prinz (2×, Wert 5) erlaubt es, einen Mitspieler (oder sich selbst) zu benennen, der dann seine Handkarte abwerfen und dafür eine neue vom Stapel ziehen muss.
6. Der König (1×, Wert 6) ermöglicht den Tausch der verbleibenden Handkarte mit der eines Mitspielers.
7. Die Gräfin (1×, Wert 7) ist die zweithöchste Karte im Spiel, jedoch muss sie abgeworfen werden, wenn die andere Karte auf der Hand der König oder der Prinz ist.
8. Die Prinzessin (1×, Wert 8) ist die höchste Karte im Spiel und schlägt bei einem Vergleich jede andere Karte. Muss ein Spieler diese Karte allerdings abwerfen, scheidet er sofort aus.

Durch bestimmte Kartenfunktionen scheiden Spieler im Verlauf der Runde aus. Ist nur noch ein Spieler übrig, gewinnt dieser die Runde und erhält von der Prinzessin ein „Zeichen der Zuneigung“. Eine Runde kann auch enden, wenn die Karten vom Stapel aufgebraucht sind, in diesem Fall vergleichen die Spieler ihre Handkarten, um so einen Gewinner zu bestimmen.
Wer zuerst eine bestimmte Anzahl an „Zeichen der Zuneigung“ erwerben kann, gewinnt das Spiel.

## Rezeption
Die Kritiken zu Love Letter fielen durchweg positiv aus. Die Rezensenten lobten es als lockeres, kurzweiliges Spiel, das schnell erklärt sei und trotz der einfachen Regeln und vergleichsweise wenig Spielmaterial viel Spaß biete, insbesondere als „Absacker“ oder als Spiel für Zwischendurch. Den meisten Spaß biete das Spiel dabei in Runden mit drei oder vier Mitspielern, wohingegen das Spiel zu Zweit weniger überzeugen konnte.

## Entstehungsgeschichte
In einem Beitrag zur Entwicklungsgeschichte erklärt Spielautor Seiji Kanai, dass die Idee, ein Kartenspiel mit nur 16 Karten zu entwickeln, bereits 2010 auf der japanischen Spielemesse Game Market entstanden sei. Dort habe der Spieleautor Takuya Saeki ein Projekt vorgeschlagen, ein Spiel mit einem Verkaufspreis von nicht mehr als 500 Yen (zum damaligen Zeitpunkt rund 4,40 Euro) zu entwickeln. Kanai beschloss, die notwendigen Einsparungen beim Material vorzunehmen, wobei er das Sonderangebot einer Druckerei für den Druck eines Bogens mit 16 Karten nutzte. Aus dem Projekt entstand das Kartenspiel RR (Regality & Religion) für zwei Personen, welches mit ebendiesen 16 Karten auskam.
Kanai verfolgte die Idee weiter, Spiele zu entwickeln, die mit wenig Material auskommen. 2011 entstand mit R ein weiteres Kartenspiel für zwei Personen, das ebenfalls nur 16 Karten umfasste. Der Autor wollte nun auch ein Spiel schaffen, das mit drei oder sogar vier Personen gespielt werden konnte. Dies brachte ihn letztlich auf den Mechanismus, der Love Letter zugrunde liegt: Eine Karte auf der Hand halten, eine Karte nachziehen, eine Karte ausspielen. Da sich der Kartenstapel bei nur 16 Karten dennoch sehr schnell aufbrauchte, ergänzte er das Ausscheiden von Spielern als notwendiges Spielelement und stimmte die Funktionen der Karten darauf ab, Mitspieler auch durch deduktives Vorgehen zu eliminieren.
Die grafische Gestaltung der ersten Ausgabe von Love Letter übernahm Noboru Sugiura, der zuvor bereits RR, R und weitere Spiele des Autors illustriert hatte. Kanai stellte das Spiel mit einer Kleinauflage auf der Spielemesse Game Market im Frühjahr 2012 vor, wo John Zinser und Mark Wootton vom kanadischen Spieleverlag Alderac Entertainment Group auf das Spiel aufmerksam wurden. Der Verlag beschloss, das Spiel in seine neu geschaffene Spielreihe Tempest aufzunehmen, der zu dem Zeitpunkt drei weitere Spiele angehörten. Die Spielregeln wurden nahezu unverändert übernommen, jedoch wurde das Spielmaterial überarbeitet und mit neuen Illustrationen von Andrew Hepworth und Jeffrey Himmelman versehen. Der Verlag stellte die englische Ausgabe von Love Letter zusammen mit den weiteren Tempest-Spielen auf der „Spiel 2012“ in Essen vor.
Im September 2013 veröffentlichte Pegasus Spiele Love Letter in deutscher Sprache und mit geringfügigen Änderungen der Spielregeln und des Spielmaterials. In der deutschen Spielanleitung fehlen allerdings die kurze Einführungsgeschichte sowie die Namen der Figuren, welche in der englischen Ausgabe eine Verbindung zu den weiteren Spielen der Tempest-Reihe herstellen.

## Ableitungen

### Kanai Factory Edition
2013 veröffentlichte Alderac Entertainment Group eine Sonderedition des Spiels mit dem Titel Kanai Factory Edition. Diese verwendet die ursprünglichen Kartenränge und Spielregeln sowie die Originalillustrationen von Noboru Sugiura. Die Ausgabe enthält auch zwei Sonderkarten, die anstelle der Prinzessin verwendet werden können.

### Love Letter Big Box
2016 erschien mit der Love Letter Big Box eine Version des Spiels für bis zu acht Spieler mit etwas größeren Karten. Das Spiel enthält 32 Personenkarten, in denen neben den 16 Karten des Grundspiels 16 weitere Personenkarte sowie eine zusätzliche Narrenkarte enthalten sind:
1. Der Wächter (3×, Wert 1) entspricht der Wächterin. Er erlaubt beim Abwerfen das Erraten des Wertes der Handkarte eines Mitspielers. Liegt der ratende Spieler richtig, scheidet der entsprechende Mitspieler aus, ansonsten geschieht nichts.
2. Der Assassine (1×, Wert 0) hat keine direkte Funktion. Wird ein Spieler, der den Assassinen auf der Hand hat, von einem Wächter oder einer Wächterin befragt, scheidet die fragende Person aus dem Spiel aus.
3. Der Hofnarr (1×, Wert 0) wählt einen beliebigen Mitspieler und legt vor diesem die Narrenkarte ab. Gewinnt dieser Spieler das Spiel, bekommt auch der Spieler des Narren ein Herz.
4. Der Kardinal (2×, Wert 2) wählt zwei beliebige Spieler, auch sich selbst, die ihre Handkarten tauschen.
5. Die Baroness (2×, Wert 3) wählt einen oder zwei beliebige Mitspieler. Diese müssen ihm ihre Handkarte  zeigen.
6. Der Schmeichler (2×, Wert 4) wählt einen beliebigen Spieler, auch sich selbst. Wenn der nächste Spieler eine Person mit einer Funktion ausspielt, bei der er einen Spieler wählen soll, muss er denselben Spieler wählen, den der Schmeichler bestimmt hat.
7. Der Graf (2×, Wert 5) hat keine direkte Funktion. ... Er  hat  jedoch  folgende  Besonderheit: Hat am Rundenende ein Mitspieler einen Grafen in seinem Ablagestapel und wird der Gewinner bestimmt, indem die Kartenwerte der Handkarten verglichen werden, erhöht der Graf den Wert seiner Handkarte um 1. Hat er beide Grafen, erhöht sich der Wert um 2.
8. Der Marschall (1×, Wert 6) hat keine direkte Funktion. Er wird nach dem Ausspielen in den eigenen Ablagestapel gelegt; Scheidet ein Spieler aus der laufenden Runde aus und liegt der Marschall in seinem Ablagestapel, erhält er sofort 1 Herz.
9. Die Königswitwe (1×, Wert 7) wählt einen beliebigen Mitspieler und vergleicht den Wert der verbliebenen Handkarte mit dem Wert der Handkarte des gewählten Spielers. Der Spieler mit dem höheren Wert scheidet sofort aus.
10. Der Bischof (1×, Wert 9) ist neben der Prinzessin die höchste Karte im Spiel und schlägt bei einem Vergleich jede andere Karte außer der Prinzessin (trotz dem höheren Wert). Er erlaubt beim Abwerfen das Erraten des Wertes der Handkarte eines Mitspielers. Liegt der ratende Spieler richtig, bekommt der Spieler ein Herz und der erratene Spieler tauscht seine Karte gegen eine Karte des Nachziehstapels aus, ohne auszuscheiden.

Die Regeln der Love Letter Big Box entsprechen denen des Basisspiels und variieren leicht in einigen Details.